# Weissia vardei
Weissia vardei är en bladmossart som beskrevs av Bizot in Bizot och Marie Noelle Dury 1978. Weissia vardei ingår i släktet krusmossor, och familjen Pottiaceae. Inga underarter finns listade i Catalogue of Life.